# 巴納斯河

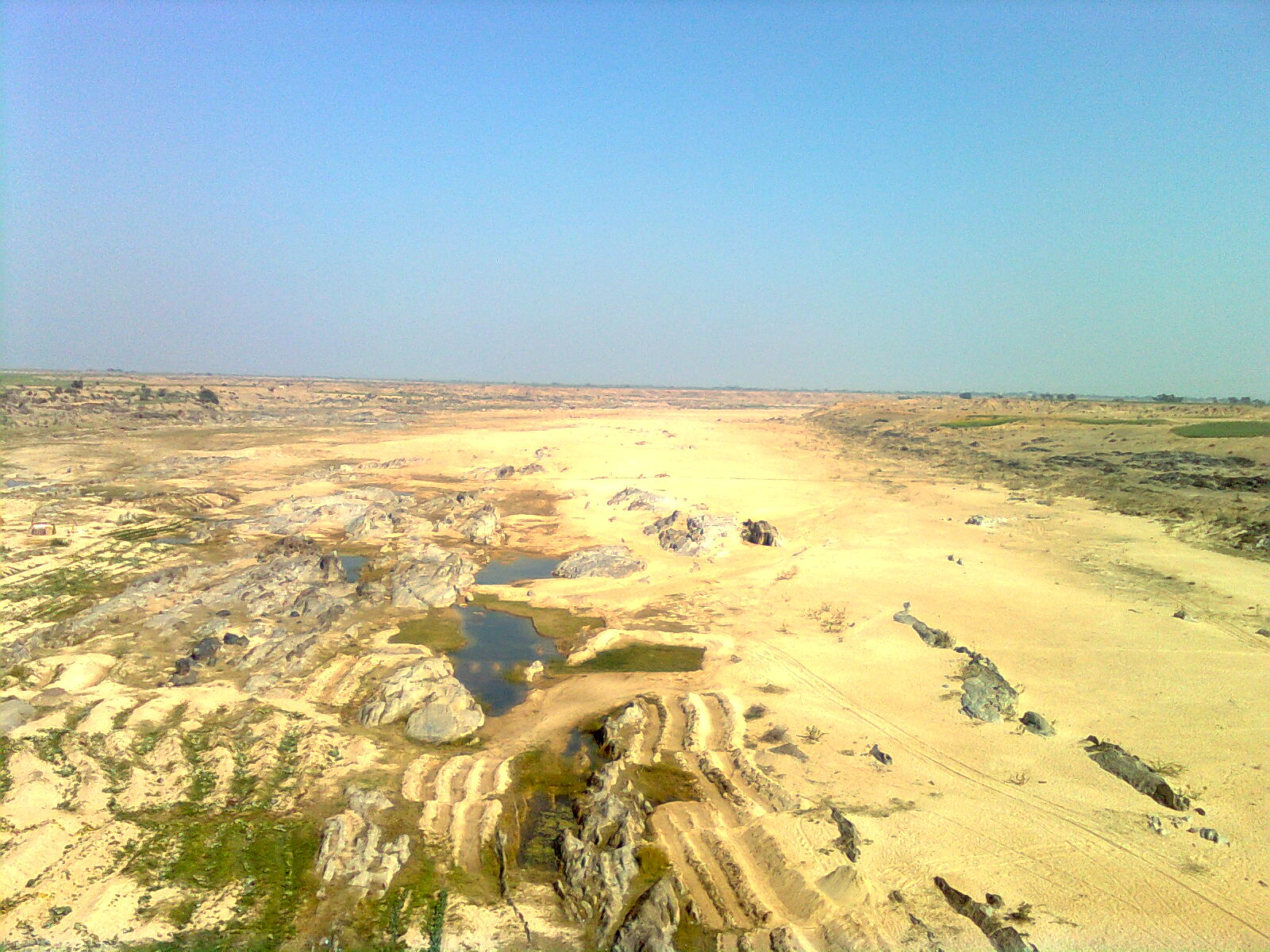
巴納斯河

巴納斯河（Banas River），是印度西部拉賈斯坦邦的一條河流，為亞穆納河支流昌巴爾河的支流。巴納斯河幹流河長約512公里。
巴納斯河發源於阿拉瓦利山脈的查姆諾山，源頭距離拉吉薩曼德縣城鎮堪伯加大約5公里。幹流向東北流，經拉賈斯坦邦的梅瓦地區，在薩外馬多布爾縣的拉梅希瓦村附近注入昌巴爾河。納特德瓦拉、賈哈茲普爾、通克等城市座落於河畔。

## 外部連結
25°54′38″N 76°44′05″E / 25.91056°N 76.73472°E